# زبان آرامی
زبان آرامی عضوی از زبان‌های سامی است که بیش از ۳٬۰۰۰ سال قدمت دارد.
زبان آرامی‌ها، زبان اداری امپراتوری‌ها و حتی کاهنان تمدن‌های سومر، آشور و بابل بوده‌است. زبان اصلی بخش عمده‌ای از کتاب‌های آسمانی دانیال و عزرا و زبان کتاب تلمود است. آرامی را زبان عیسی دانسته‌اند و امروزه هنوز زبان مادری اقلیت‌های کوچک متعددی است. امروزه تعدادی از جوامع که بیشتر آن‌ها آشوری هستند به زبان‌های آرامی نو تکلم می‌کنند. این زبان اکنون درحال انقراض محسوب می‌شود. اما زیر شاخه‌های آن که زبان‌های آشوری، عربی و عبری هستند هنوز رواج دارند.
آرامی از خانواده زبان‌های افرو آسیایی است و در میان زبان‌های متعدد این خانواده از زیر شاخه سامی محسوب می‌شود. آرامی قسمتی از گروه زبان‌های سامی شمال غرب است که همچنین شامل زبان کنعانی مثل زبان عبری می‌شود.

## پراکنش
در سده ۱۲ پیش از میلاد گویشوران آرامی‌زبان به تدریج در نواحی جنوب ارمنستان تا کشورهای بیزانس (ترکیه امروزی) /پارس (ایران امروزی)/شام (سوریه امروزی) / لبنان /اردن/مصر و تمامی کشورهای خاورمیانه امروزی و بخشی از آسیای میانه مانند افغانستان و ترکمنستان ساکن شدند و یکی از زبان‌های مهم جهان مسیحیت را به وجود آوردند. در سده ۱۴ پیش از میلاد این زبان در اوج خود بود و به بسیاری از کشورهای آسیای جنوب و جنوب شرقی، مانند هند، مالزی، اندونزی، تبت و همچنین بخش‌های از آفریقا و اروپای شرقی مانند اوکراین، بلغارستان، مجارستان، آلبانی، مقدونیه و یونان رسید.
از سده ۱۵ قبل از میلاد به بعد چند شاخه از این زبان پدید آمد، که شامل بود از زبان سامی افرو، زبان عبری، زبان آسوری، زبان کنعانی که از آن‌ها زبان عبری در اردن فلسطین و مصر بسیار فراگیر شد.

## گویش‌ها
آرامی زبانی واحد و انعطاف‌ناپذیر نیست و به دسته‌ای از زبان‌های مرتبط گفته می‌شود. تاریخ غنی، ادبیات وسیع و استفاده مجامع مذهبی مختلف از زبان آرامی باعث تنوع و گوناگونی این زبان شده‌ است. برخی گویش‌های آرامی به‌طورمشابه فابل فهم هستند، درحالی‌که برخی دیگر این‌گونه نیستند. برخی زبان‌های آرامی اکنون تحت نام‌های دیگری شناخته شده هستند. برای مثال آشوری به زبان آرامی شرقی مجامع مسیحی گفته می‌شود. بسیاری از گویش‌ها به «شرقی» و «غربی» توصیف شده‌اند که مرز میان آن‌ها فرات یا اندکی غرب آن است. همچنین می‌توان مرزی را میان آن دسته از زبان‌های آرامی که اکنون زبان‌های زنده هستند (به نام «نوآرامی»)، آن دسته که اکنون به عنوان زبان ادبی استفاده می‌شوند و آن دسته که منقرض شده و اکنون تنها مورد علاقه دانشمندان هستند، قائل شد. تقسیم‌بندی ذیل را می‌توان برای زبان‌ها و گویش‌های مختلف آرامی استفاده کرد، درحالی‌که برای این قانون استثنائاتی هم یافت می‌شود: «امروزی»، «میانه»، «قدیم»، «شرقی» و «غربی».

## ساختار نوشتاری

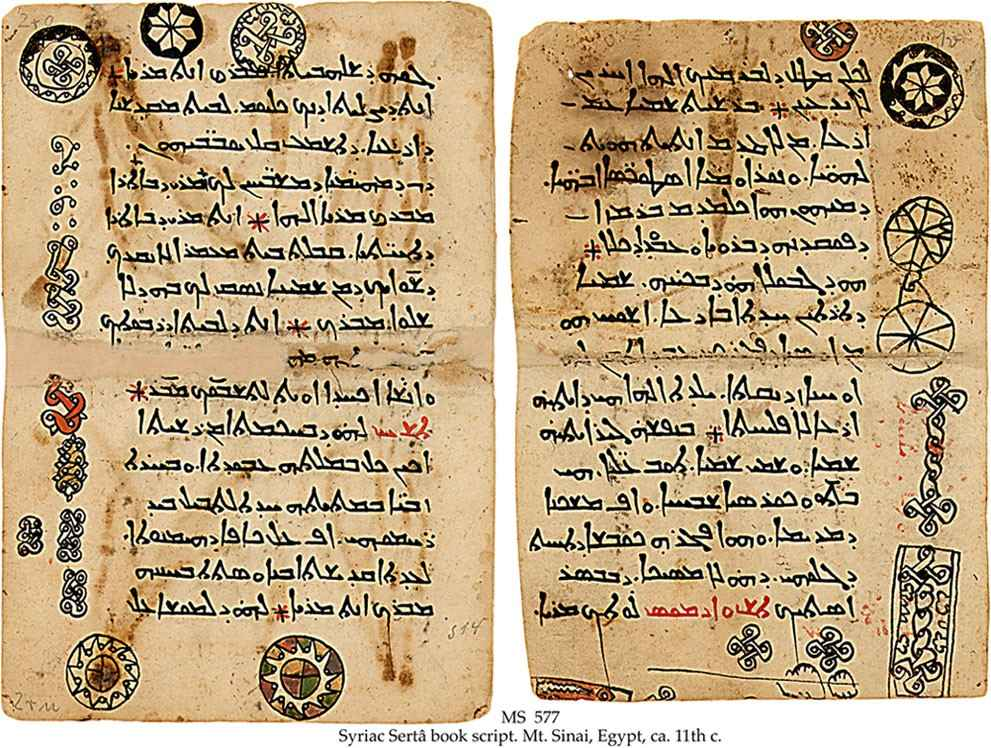
کتابی به الفبای سریانی مربوط به سده ۱۱ میلادی

ابتدایی‌ترین الفبای آرامی بر اساس رسم‌الخط فنیقی بوده‌است. با گذشت زمان، الفبای «مربعی» شکل آرامی شکل گرفت. فلسطینی‌های باستان و دیگر مردم ساکن در کنعان این الفبا را برای نوشتن زبان خود برگزیدند. اکنون این الفبا بیشتر به الفبای عبری شهرت دارد. این ساختار نوشتاری در کتب مقدس آرامی و دیگر نوشته‌های آرامی یهودیان استفاده شده‌است.
دیگر ساختار نوشتاری زبان آرامی توسط جوامع مسیحی ابداع شد: نوعی رسم‌الخط پیچ‌دار که به عنوان الفبای سوری (یکی از انواع الفبای سوری، سرتو) معروف است.
نوع بطورکامل تغییریافته الفبای آرامی، الفبای مندایی، اکنون توسط منداییان استفاده می‌شود.
علاوه بر این نظام‌های نوشتاری، گونه‌های دیگری هم از الفبای آرامی در عهد باستان مورد استفاده گروه‌های مختلف بود: برای مثال نبطی‌ها در پترا و الفبای پالمیرنین در پالمیرا. در زمان‌های اخیر نیز تورویو (رجوع شود به آرامی شرقی جدید در زیر) اغلب با استفاده از گونه تغییر کرده‌ای از الفبای لاتین نوشته می‌شود.

## تاریخچه
تاریخچه زبان آرامی به تفصیل در زیر نقل شده‌است. تاریخچه این زبان به سه دوره تقسیم شده‌است:
- آرامی قدیم ۱۱۰۰ قبل از میلاد تا سال ۲۰۰) شامل:
  - آرامی مقدس در کتب مقدس عبری.
  - آرامی مسیح.
- آرامی میانه (سال ۲۰۰تا سال ۱۲۰۰) شامل:
  - سوری ادبی.
  - آرامی تلمود، ترگم و میدراش.
- آرامی مدرن (سال ۱۲۰۰ تاکنون) شامل:
  - بسیاری از گویش‌های رایج کنونی.

این طبقه‌بندی بر اساس طبقه‌بندی است که کلاس بییر * استفاده می‌کرد.

## آرامی باستان
بخش آرامی باستان بیش از ۱۳ سده را به خود اختصاص می‌دهد. این دوره زمانی طولانی به این دلیل انتخاب شده‌است که تمامی گونه‌های آرامی که اکنون بطورکامل منقرض شده‌اند در آن جای می‌گیرند. دوره آرامی قدیم به‌طورواضح در حدود سال ۵۰۰ قبل از میلاد به پایان می‌رسد، یعنی زمانی که آرامی باستان (زبان آرامی‌ها) جای خود را به آرامی پادشاهی (زبان دولت‌های پادشاهی قدرتمند) می‌دهد. گویش‌های متعدد زبان آرامی قدیم زمانی برجسته می‌شوند که یونانی به عنوان زبان قدرت در منطقه جای آرامی را می‌گیرد.
آرامی باستان به آرامی آرامی‌ها از زمان پیدایش آن تا زمانی که به زبان میانجی رسمی در هلال حاصلخیز تبدیل شد گفته می‌شود. آرامی باستان زبان رسمی و دولتی در دمشق، حمص، ارواد بود.

### آرامی باستان نخستین
نسخ خطی بسیاری دال بر اولین نمونه‌های استفاده از این زبان یافت شده‌است که به سده ۱۰ قبل از میلاد بازمی‌گردد. این نسخه بیشتر اسناد دیپلماتیک میان دولت شهرهای آرامیان هستند. به‌نظر می‌رسد رسم‌الخط آرامی در این زمان بر اساس فینیقی باشد و در زبان نوشتار وحدت خاصی دیده می‌شود. به‌احتمال زیاد پس از گذشت زمانی در نواحی شرقی آرام رسم‌الخط کامل‌تری جایگزین شد تا بتواند پاسخگوی نیاز آن زمان باشد.
در فاصله سال‌های ۹۳۵ تا ۹۶۷ (پیش از میلاد) تیگلت‌پیلسر دوم زبان آرامی را تبدیل به لینگوا-فرانکای کشور آشور و آن امپراتوری کرد.

### آرامی باستان واپسین
از سال ۷۰۰ پ. م، این زبان در نقاط بسیاری پخش شد، اما یکدستی خود را از دست داد. گویش‌ها مختلفی در بین‌النهرین، بابل، فنیقیه و مصر پدیدار شد. با این حال اکدی بر روی آرامی در آشور تأثیر گذاشت و سپس بابلی بروی کار آمد. همانگونه که در دو پادشاه بخش ۱۸:۲۶ آمده‌است، حزقیا، پادشاه یهود با دیپلمات‌های آشوری به زبان آرامی سخن می‌گوید تا افراد عادی چیزی متوجه نشوند. در حدود سال ۶۰۰ پ. م پادشاه کنعان نامه خود به فرعون پادشاه مصر را به زبان آرامی می‌نویسد.
کلدانی یا «آرامی کلدانی» اصطلاحی عام برای آرامی مورد استفاده در سلسله خالدی بابل بود. این اصطلاح برای اشاره به آرامی مقدس بکار می‌رفت که به روش متاخر نوشته می‌شد. آن را نباید با
زبان مدرن کلدانی «نو آرامی» اشتباه گرفت.

### آرامی سلطنتی

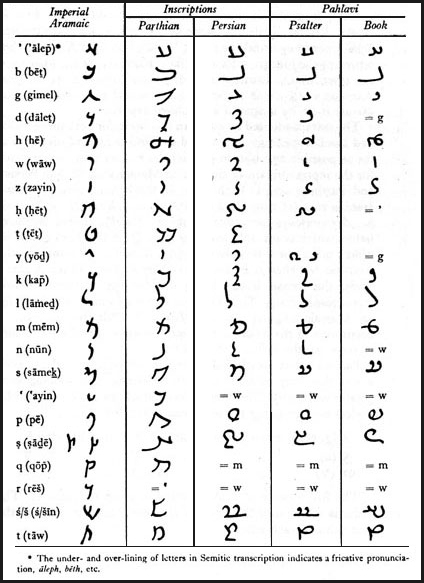
آرامی امپراتوری

نام‌های دیگر: آرامی پادشاهی، آرامی امپراتوری، آرامی هخامنشی، آرامی رسمی، آرامی مقدس.
در حدود سال ۵۰۰ ق.م. بود که داریوش اول آرامی را به عنوان زبان رسمی نیمه غربی امپراتوری پارس متعلق به هخامنشیان انتخاب کرد. همزمان سیستم نوشتاری آرامی که تا آن زمان تنها در ساتراپی بزرگ بابیروش استفاده می‌شد تبدیل به ابزاری برای ارتباطات نوشتاری میان تمام ساتراپی‌ها با زبان‌های گوناگون در کشور پهناور هخامنشی شد. اشراف‌زادگان بابلی هنوز از گویش محلی آرامی شرقی برای اغلب کارهای خود استفاده می‌کردند، اما دستور داریوش پایه‌های زبان آرامی را تقویت کرد و محکم ساخت. زبان آرامی پادشاهی جدید تا حد زیادی استاندارد شده بود. رسم‌الخط آن بیشتر بر پایه ریشه‌های تاریخی بود تا گویش‌های گفتاری. همچنین اثرات اجتناب‌ناپذیر زبان پارسی باستان بر روی این زبان باعث وضوح و انعطاف‌پذیری آن شد. از آرامی پادشاهی گاهی به عنوان آرامی رسمی یا آرامی مقدس یاد می‌شود. سده‌ها پس از سقوط سلسله هخامنشیان (در سال ۳۳۱ پ. م)، آرامی پادشاهی که داریوش آن را رسمی‌کرد هنوز هم زبان رایج منطقه بود.
از واژه «آرامی هخامنشی» برای توصیف آرامی پادشاهی استفاده می‌شود. اغلب، زمان استفاده از آرامی را، از ابتدای پادشاهی داریوش (از ۵۰۰ ق. م) تا حدود یک سده پس از سقوط سلسله پادشاهی هخامنشیان در سال ۳۳۱ ق.م. می‌دانند. بسیاری از اسنادی که گویای وجود این‌گونه از آرامی است در مصر و به‌ویژه در الفانتین یافت شده‌اند. مشهورترین این اسناد در این میان کتاب 'Wisdom of Ahiqar' است که دربر گیرنده کلمات قصار و آموزنده می‌باشد و در سبک بیشتر به کتاب مقدس ضرب‌المثل‌ها شباهت داشت. آرامی هخامنشی تا حد زیادی به دیگر گونه‌های آرامی شباهت دارد و یافتن نمونه‌های کتبی آن بسیار سخت است. تنها با بررسی دقیق می‌توان کلمه‌ای قرضی از زبان محلی را در آن یافت.

### آرامی پس از هخامنشیان

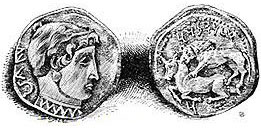
سکه‌ای از اسکندر که با زبان آرامی بر روی آن نوشته شده.

فتوحات اسکندر نتوانست به سرعت باعث تخریب یکپارچگی زبان و ادبیات آرامی شود. زبانی همان آرامی را، که در سده ۵ پیش از میلاد استفاده می‌شد، می‌توان در آغاز سده ۲ پیش از میلاد پیدا کرد. سلوکیان از آغاز سلطنت خود استفاده از یونانی را در محدوده قلمرو خود در سوریه و بین‌النهرین اجباری کردند. در سده سوم قبل از میلاد بود که در مصر و سوریه آرامی جای خود را به یونانی داد. با این حال زبان آرامی پس از هخامنشیان توانست به رشد خود ادامه دهد و از طریق صحرای سوریه از یهودیه به عربستان و پارت راه پیدا کند. این ادامه استفاده از آرامی پادشاهی نشانه‌ای از احساسات ضد هلنیستی بود.

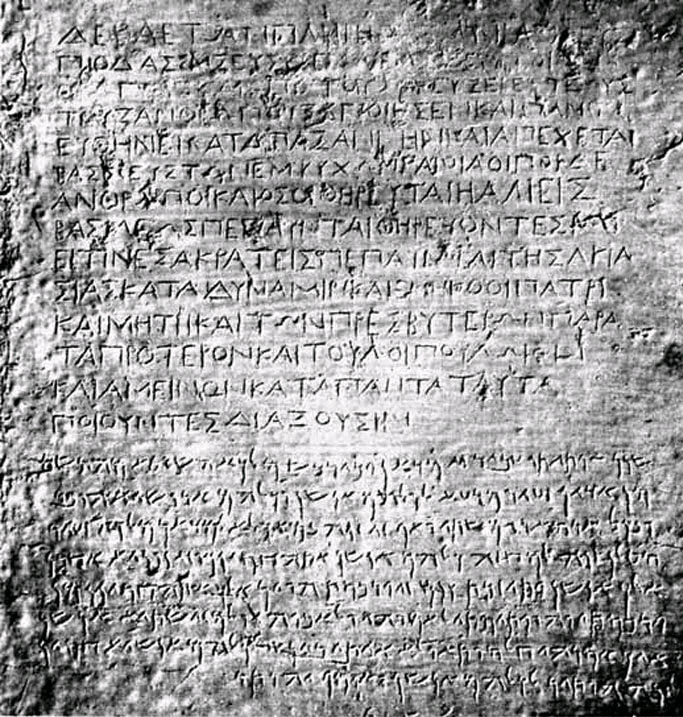
یک کتیبه دوزبانه (یونانی و آرامی) توسط آشوکا پادشاه هند در ۳۰۰ سال قبل از میلاد.

آرامی مقدس زبان آرامی ای است که در چهار بخش مجزای کتب مقدس عبری یافت می‌شود:
- کتاب ازرا|ازرا ۴:۸ تا ۶:۱۸ و ۷:۱۲ تا ۲۶--- اسنادی از دوره هخامنشی (سده ۵ قبل از مسیح) در ارتباط با بازسازی معبد در اورشلیم.
- کتاب دانیال|دانیال b۲:۴ تا ۷:۲۸--- پنج داستان ضدحکومت و تصویری مصیبت‌بار.
- کتاب جرمیا|جرمیا ۱۰:۱۱--- یک جمله در یک متن عبری در انتقاد از بت‌پرستی
- پیدایش ۳۱:۴۷--- ترجمهِ اسم محلی در عبری

آرامی مقدس یک لهجه دورگه است. بعضی متون به زبان آرامی مقدس به‌احتمال زیاد پیش از سقوط سلسله هخامنشیان در بابل و سرزمین یهود پدید آمده‌اند. در زمان سلوکیان، تبلیغات معترضانه یهودی باعث به‌وجود آمدن کتاب دانیال به زبان آرامی شد. این داستان‌ها به‌احتمال زیاد در آغاز به صورت شفاهی بوده‌اند. این قضیه ممکن است یکی از دلایل وجود مجموعه‌های گوناگونی از دانیال در یونانی Septuagint و متن ماسوری باشد که نشان‌دهنده آرامی متأثر از زبان عبری|عبری است.
زبان آرامی هاسمونیان در زیر مجموعه بعد از دوره هخامنشیان قرار دارد که در واقع زبان رسمی هاسمونیان یهود (۳۷–۱۴۲ پ. م) است. این زبان بر زبان آرامی مقدس متون قمران تأثیر گذاشت و زبان اصلی متون دینی، غیر از کتاب مقدس، بود. ترجمه‌های کتب مقدس عبری به آرامی، تارگوم، در ابتدا به زبان هاسمونیان بود. هاسمونیان همچنین در گفتارهای میشنا و توسفتا نیز آمده‌است، با این وجود با توجه به شرایط و متن تغییراتی داشته‌است. نوشتار این زبان با نوشتار زبان آرامی هخامنشی تفاوت بسیاری دارد، در این نوشتار به جای استفاده از صورت‌های ریشه شناختی کلمات تأکید برنوشتن کلمات به همان صورتی است که تلفظ می‌شوند.
تارگوم بابلی در واقع لهجهِ بعدی پس از دوره هخامنشیان است که در تارگوم‌های رسمی، تارگوم انکلوس|تارگوم انکلوس و تارگوم جناتان یافت می‌شود. تارگوم هاسمونی اولیه به‌طور حدودی در سده دوم یا سده سوم به بابل راه یافت. سپس آن‌ها با توجه به لهجهِ بابلی زمان تغییر یافتند و زبان تارگوم‌های استاندارد به‌وجود آمد. این ترکیب در واقع اساس ادبیات بابلی یهود را به‌وجود آورد.

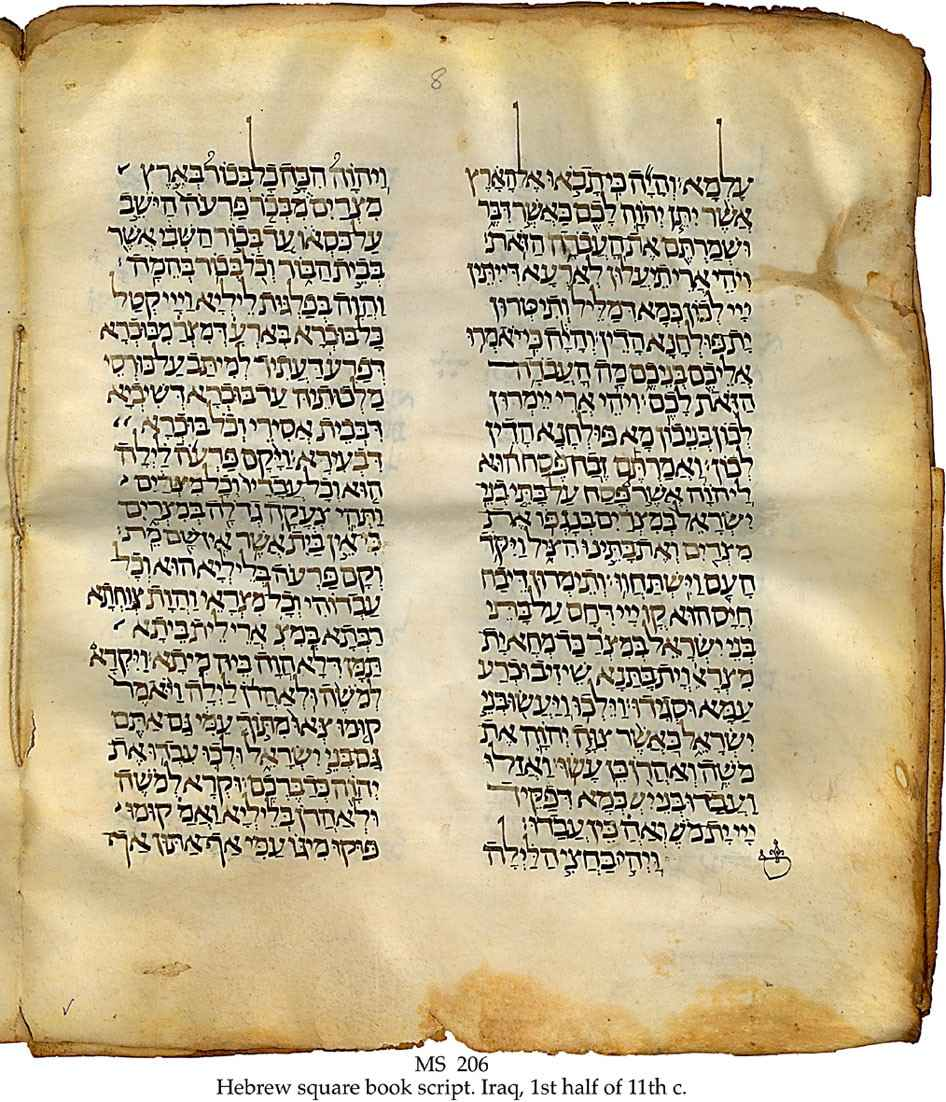
ترجمه آرامی تورات در سده ۱۱ میلادی.

تارگومی گالیلی(Galilean Targumic) مشابه تارگم بابلی است؛ و در واقع ترکیبی از هاسمونی ادبی با لهجهِ گالیلی است. تارگوم هاسمونی در سده دوم میلادی به گالیلی راه پیدا کرد و برای استفاده محلی متناسب با لهجهِ گالیلی شد و مطابق آن تغییر یافت. کارهای تارگوم گالیلی هیچ‌گاه به عنوان یک کار معتبر در نظر گرفته نشده‌اند و اسناد نشان می‌دهند که هرگاه که لازم بوده در متن آن اصلاحاتی ایجاد شده‌است. از سده یازدهم به بعد، زمانی که تارگوم بابلی قانونمند شد، نسخهِ گالیلی به‌شدت از آن تأثیر گرفت.
از سده سوم میلادی به بعد لهجهِ آرامی بابلی مورد استفاده بوده‌است. این گویش در واقع گویش اسناد خصوصی بابلی بوده‌است و از سده دوازدهم|سده دوازده گویش یا لهجهِ تمامی اسناد خصوصی یهودی در آرامی بوده‌است. این گویش در واقع با اندک تغییراتی بر پایهِ هاسمونی استوار است. این شاید به این دلیل بوده‌است که بسیاری از اسناد در BDA اسناد حقوقی هستند و بنابراین زبان آن‌ها باید برای تمامی جامعه یهود ملموس باشد و هاسمونی در واقع استاندارد قدیمی‌ای بود که مطلوب بود.
آرامی نَبَطی در واقع زبان پادشاهی عرب پترا است. این پادشاهی ساحل شرقی رودخانه اردن، شبه‌جزیره سینا و شمال سرزمین عرب را شامل می‌شود. شاید به‌دلیل اهمیت بازرگانی کاروانی بود که نَبَطی‌ها استفاده از آرامی را به عربی شمالی قدیمی ترجیح دادند. این گویش بر پایهِ زبان هخامنشی با اندک تأثیر از عربی استوار است. 'l' اغلب به 'n' تغییر پیدا می‌کند و برخی کلمات نیز از زبان قرض گرفته شده‌اند. بعضی نسخه‌های خطی آرامی نَبَطی از اوایل این پادشاهی موجود است، اما اغلب آن‌ها مربوط به چهار سده اول میلادی هستند. نوشتار این زبان با استفاده از الفبای شکسته‌است که در واقع مقدمه و سرآغاز الفبای عربی می‌باشد. شمار وام‌واژه‌ها از زبان عربی در طول سده‌ها افزایش یافته، تا زمانی‌که در سده چهارم|سده چهار نَبَطی در زبان عربی ادغام شد.
آرامی پالمیرین در واقع گویشی از زبان آرامی است که در شهر پالمیرا در بیابان سوریه از سال۴۴ قبل از میلاد تا ۲۷۴ بعد از میلاد مورد استفاده بوده‌است. نوشتار این زبان با استفاده از الفبای گرد بود که بعدها به استرانگلا ی شکسته تغییر یافت. همانند نَبَطی، زبان پالمیری نیز متأثر از عربی بود، اما این تأثیر در مورد زبان پالمیری کمتر بود.
آرامی آرساکید زبان رسمی امپراتوری امپراتوری پارتی‌ها (۲۴۷ BCE–224 CE) بود؛ و بیش از سایر لهجه‌های پس از هخامنشی رسوم داریوش اول را دارا بود. با این وجود در طول زمان، این گویش از زبان آرامی گفتاری معاصر، گرجی و فارسی تأثیر گرفت. پس از تصرف پارتیان توسط ساسانی‌های فارس زبان، آرساکید تأثیر بسیاری بر زبان رسمی جدید گذاشت.

### زبان آرامی شرقی قدیم

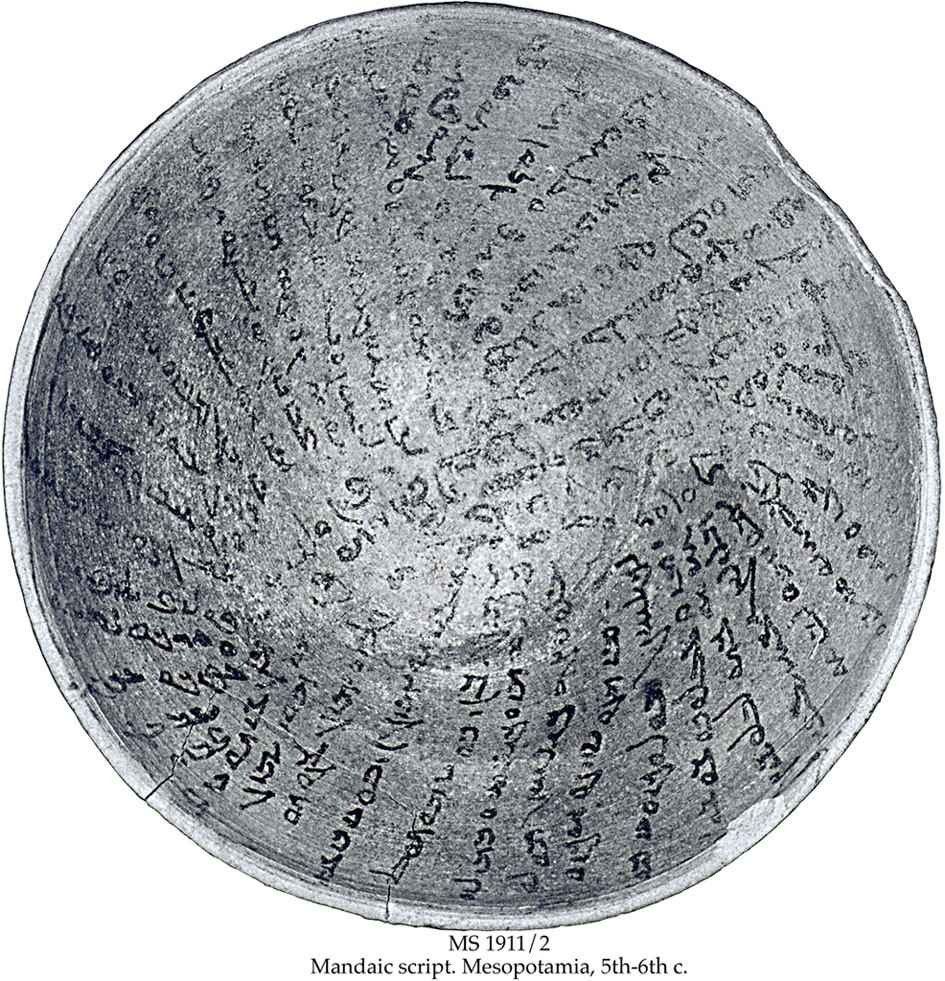
دام جادویی برای ارواح

گویش‌های ذکر شده در بخش آخر همگی از خانواده آرامی پادشاهی زمان هخامنشیان هستند. با این حال گویش‌های مختلف منطقه‌ای آرامی باستان واپسین در کنار دیگر زبان‌ها به حیات خود به عنوان زبان‌های ساده و گفتاری ادامه دادند. شواهد اولیه حیات این گویش‌ها را تنها می‌توان از طریق تأثیری که بر روی کلمات و اسامی گویش‌های استاندارد داشتند، دریافت. اما در سده دوم پیش از میلاد|سده BCE۲ بود که این گویش‌ها به زبان‌های نگارشی تبدیل شدند. این گویش‌ها همگی نشاندهنده گونه‌ای از زبان آرامی هستند که هیچ گونه وابستگی به آرامی پادشاهی نداشته و تمایزی آشکار را میان مناطق بین‌النهرین، بابل و شرق، سرزمین یهود، سوریه و غرب نشان می‌دهد.
در شرق گویش‌های آرامی پالمیرایی و آرامی آرساکید در زبان‌های منطقه‌ای ادغام شدند و زبان‌هایی را به‌وجود آوردند که ریشه در آرامی پادشاهی و آرامی منطقه‌ای داشتند. سال‌ها بعد آرساکید به زبان نیایش در مذهب مندایی، زبان مندایی| تبدیل شد. هنوز هم گویش وران این زبان در مناطقی از عراق و در خوزستان (ایران) زندگی و به این گویش تکلم می‌کنند.
در قلمرو حکومت اسرون به مرکزیت ادسا، بین‌النهرین|ادسا که در سال BCE۱۳۲ بنیان‌گذاری شد، گویش محلی زبان سوری|سوری قدیم به عنوان زبان رسمی برگزیده شد. در قسمت‌های بالایی منطقه دجله، در شرق مدیترانه بود که زبان آرامی رشد کرد که شواهد آن در هاترا، آشور و طور عبدین موجود است. تاتیان، نویسنده کتاب تعالیم دیاتسارون از سرزمین آشور آمده‌است و به‌احتمال زیاد اثر خود (در سال (۱۷۲ بعد از میلاد را در شرق بین‌النهرین نوشته‌است، نه در سوریه یا یونان. در بابل، گویش منطقه‌ای بابلی قدیم c. 70 CE)) در جوامع یهودی استفاده می‌شد. این زبان به سرعت تحت تأثیر آرامی بابلی و تارگومی بابلی قرار گرفت.

### زبان آرامی غربی قدیم
گویش‌های آرامی منطقه‌ای در غرب هم همان سرگذشتی را داشتند که برای این گویش‌ها در شرق رخ داد. آن‌ها را به راحتی می‌توان از گویش‌های شرقی و آرامی پادشاهی تشخیص داد. در این مناطق، آرامی در کنار گویش‌های کنعانی استفاده می‌شد و پس از چندی در سده یکم پیش از میلاد جای فینیقی را گرفت. آرامی همچنین جای زبان زبان عبری را نیز به عنوان زبان گفتار در اوایل سده چهارم پیش از میلاد گرفت.
بیشترین شواهد و مدارک از زبان آرامی غربی قدیم بر جای مانده‌است که در جوامع یهودی استفاده می‌شد و از آن با عنوان فلسطینی قدیمی یهودی یاد می‌شد؛ کهن‌ترین نمونه آن زبان اردنی شرقی قدیمی است که به‌احتمال زیاد از منطقه کاسارا فیلیپی آمده‌است. این گویش در قدیمی‌ترین نسخه خطی اناچ (حدود ۱۷۰ پیش از میلاد) استفاده شده‌است. فاز بعدی مشخص در زبان در سده دوم میلادی است و یهودی قدیم نام دارد. نمونه‌های آن را می‌توان در نسخه‌های خطی و نامه‌های شخصی، نقل قول‌های موجود در تلمود و رسیدهای قمران جستجو کرد. کتاب «جنگ یهود» نوشته جزفیوس اول که اکنون دیگر، نیز به زبان یهودی قدیم بوده‌است.
گروه‌های کافری که در سدهٔ یکم میلادی در شرق اردن زندگی می‌کردند نیز به گویش اردنی شرقی قدیم سخن می‌گفتند. این گویش‌ها بعدها گویش فلسطینی کافر قدیم نام گرفت؛ و رسم‌الخط آن هم به صورت شکسته بود و به سورس قدیم شباهت داشت. گویش فلسطینی مسیحی قدیم ممکن است از همان گویش کافری به‌وجود آمده باشد. این گویش به‌احتمال زیاد در پس برخی از گرایش‌های آرامی شرقی بوده‌است که در تعالیم سوری قدیم شرقی دیده شده‌است (رجوع شود به پشیتا).

### زبان‌ها در زمان عیسی
در زمان حیات عیسی، در سده اول پس از میلاد مسیح از دوران اسرائیل در دوره رومی، باور و تصور بر این است که یهودیان به زبان عبری کلاسیک و آرامی صحبت می‌کرده‌اند. علاوه بر آن، یونانی کوینی زبان بین‌المللی مورد استفاده رومی‌ها در زمینه حکومت و تجارت بود و برای کسانی که حوزه نفوذ شهری داشتند، مفهوم و قابل درک بود. در ارتش روم به زبان لاتین صحبت می‌شد، اما تأثیری بر دورنمای زبانی آن نداشت.
علاوه بر گویش‌های رسمی و ادبی آرامی بر اساس هاسمونی‌ها و بابلی‌ها شماری از گویش‌های آرامی گفتاری نیز وجود دارد. هفت گویش آرامی# اواخر آرامی غربی باستان | آرامی غربی در اطراف سرزمین اسرائیل در زمان عیسی رواج داشت. این گویش‌ها هر چند مشخص و متمایز از یکدیگر بودند، اما گویشوران هر یک از آن‌ها می‌توانستند گویش‌های دیگر را نیز بفهمند. یهودایی باستان گویش غالب اورشلیم و یهودیه بود. در منطقه این گدی| اینگدی گویش جنوب شرقی یهودیه رواج داشت. سامرا نیز گویش سامری- آرامی خاص خود را داشت، که در آن حروف صامت
'he (letter)|he', 'الگو:Semxlit' 'ayin|‘ayin'
به صورت 'aleph (letter)|aleph' تلفظ می‌شدند. آرامی جلیله، گویش موطن عیسی، را تنها از نام چند مکان، تأثیرات آن بر جلیله تراگومیک، تعدادی اثر ادبی خاخامی و تعدادی اندک از نامه‌های شخصی می‌توان باز شناخت. علی الظاهر، این گویش چند ویژگی خاص و متمایزکننده نیز داشته‌است: واکه‌های مرکب هیچ‌گاه به واکه‌های ساده تبدیل نمی‌شوند. در شرق اردن، گویش‌های مختلف اردنی شرقی صحبت می‌شد. آرامی دمشقی (که اغلب از آرامی مدرن غربی منتج شده‌است)، در منطقه دمشق و رشته کوه‌های آنتی- لبنان مورد استفاده قرار می‌گرفت. سرانجام، تا امتداد شمال آلیپو، گویش غربی آرامی اورنتس رواج داشت.
این سه زبان، علی‌الخصوص عبری و آرامی بر یکدیگر تأثیراتی گذاشتند. واژگان عبری وارد آرامی یهودی شدند (البته اغلب این واژگان، واژگان تخصصی مذهبی بودند، اما تعدادی از کلمات محاوره‌ای از قبیل(الگو:Semxlit 'wood' (به معنای چوب) نیز از زبان عبری به زبان آرامی یهودی وارد شدند. عکس این ماجرا نیز اتفاق افتاد و واژگان آرامی نیز وارد زبان عبری شدند (تأثیر زبان آرامی تنها به وارد شدن واژگانی چون māmmôn 'wealth' (ثروت) به زبان عبری محدود نمی‌شد، بلکه نحوه استفاده واژگان به زبان آرامی نیز در زبان عبری رایج شد. من‌باب مثال، rā’ûi، 'دیده شده'، به معنای 'ارزشمند' در مفهوم 'در ظاهر'، یک نوع گرته برداری از الگو:Semxlit زبان آرامی می‌باشد که دارای معنای ' دیده شده' و 'ارزشمند' است.
یونانی عهد جدید اغلب واژه‌های غیر یونانی «سامی»، ازجمله حرف نگاری‌های واژگان زبان سامی را حفظ کرده‌است:
- برخی از واژه‌های این زبان آرامی هستند؛ مثلtalitha (ταλιθα). که نشانگر نام الگو:Semxlit’' می‌باشد (انجیل مرقس ۵:۴۱).
- دیگر واژگان می‌تواند عبری یا آرامی می‌باشد، از قبیل Rabbounei (Ραββουνει)، که در هر دو زبان به معنای 'آموزگار /بزرگ/ استاد من' است. (انجیل یوحنا ۲۰:۱۶).
- فیلم «مصایب مسیح» محصول سال ۲۰۰۴ به خاطر استفاده چشمگیرش از دیالوگ زیاد به زبان آرامی معروف است، به‌ویژه آنکه یک معلم یکه و تنها به نام ویلیام فالکو آن را تغییر اساسی داده‌است. با این حال، این زبان از نظر گویشوران معاصر آرامی، متکلف، تصنعی و نامأنوس می‌نماید.

## آرامی میانه
سده سوم میلادی دوره‌ای مرزی میان آرامی باستان و میانه دانسته می‌شود. در این سده چندوچون بسیاری از زبان‌ها و گویش‌های آرامی به تدریج تغییر یافت. جانشینان آرامی امپراتوری دیگر زبان‌هایی زنده نبودند و زبان‌های منطقه‌ای شرقی و غربی ادبیات جدید و اساسی عصر را تشکیل می‌دادند. برخلاف بسیاری از گویش‌های آرامی باستان، دربارهٔ واژگان و دستور زبان آرامی میانه اطلاعات فراوانی در دست است.

### آرامی میانه شرقی
تنها دو زبان از زبان‌های آرامی میانه شرقی تا امروز زنده مانده‌اند. در شمال این منطقه سریانی باستان به سریانی میانه تغییر یافت. در جنوب زبان یهودی بابلی باستان به یهودی بابلی میانه تبدیل شد. گویش آرساسید، پسا-هخامنشی زمینه‌ساز زبان مندایی جدید شد.

### سریانی میانه

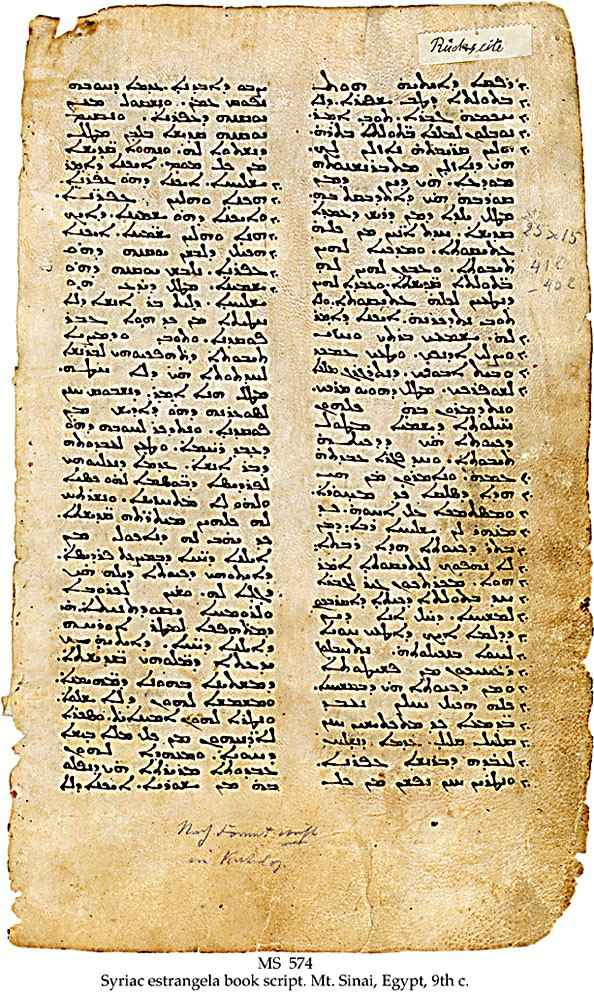
خط سریانی در سده ۹ میلادی

زبان سریانی میانه زبان کلاسیک، ادبی و نماز مسیحیان سریانی تا به امروز بوده‌است. دوران طلایی این زبان به چهارم تا ششم مربوط می‌شود. این دوره با ترجمه انجیل به این زبان شروع شد: پشیتا و نظم و شعر قوی افراییم سریانی. سریانی میانه، برخلاف پیشینیان ش زبانی یک‌سره مسیحی است؛ هرچند که در آن زمان این زبان زبان مخالفان رهبری بیزانس بر کلیسا در شرق بود. فعالیت‌های مبلغان مذهبی موجب شد زبان سریانی به سرزمین پارس و هندوستان و چین انتقال یابد.

### آرامی بابلی میانه یهودی
بابلی میانه یهودی زبانی است که نویسندگان یهودی در بابل در سده ۴ تا سده ۱۱ پس از میلاد مسیحی به کار می‌بستند. این زبان را به‌طور عمده می‌توان با زبان بابلی‌ها تلمود (که در سده هفتم تکمیل شد) و ادبیات پسا- تلمود (جی اونیک)، که مهمترین دستاوردهای فرهنگی یهودیت بابلی است، بازشناخت. مهمترین منابع کتیبه‌ای این گویش هزاران کاسه سحرآمیز آرامی است که به خط یهودیان نوشته شده‌است.

### مندایی
"جهت کسب اطلاعات بیشتر به زبان مندایی مراجعه فرمایید.
مندایی گویش هم جنس آرامی بابلی یهودی است، البته مندایی هم از حیث زبان‌شناسی و هم از حیث فرهنگی متمایز و مجزا از زبان بابلی یهودی است. مندایی کلاسیک زبانی است که ادبیات مذهبی منداییان به آن نوشته شده‌است. یکی از ویژگی‌های بارز این زبان املای بسیار آواشناختی آن است.

### آرامی میانه غربی
گویش‌های آرامی غربی باستان با فلسطینی میانه یهود (در خط عبری)، آرامی سامری (در خط فینیقی باستان و فلسطینی مسیحی (خط شکسته خط سریانی در هم آمیخت. از میان این سه زبان، تنها فلسطینی میانه یهودی به عنوان یکی زبان نوشتاری به حیات خود ادامه داد.

### آرامی فلسطینی میانه یهودی
در سال ۱۳۵، پس از شورش بار کوخبا، بسیاری از رهبران یهودی که از اورشلیم اخراج شده بودند، به طرف جلیله به حرکت افتادند؛ بنابراین، گویش جلیله از گمنامی رهایی یافت و تبدیل به گویش استاندارد و معیار میان یهودیان در غرب شد. نه تنها در جلیله، بلکه در مناطق پیرامون آن نیز به این گویش صحبت می‌شد. این گویش مبنای زبان شناختی تلمود فلسطینی (که در سده پنجم تکامل یافت)، تارگومیم فلسطینی (نسخ آرامی یهودی دست نوشته‌ها) و مِدراشیم (آموزه‌ها و تفاسیر کتاب مقدس) می‌باشد. مصوت استاندارد که به عبری کتاب مقدس اشاره می‌کرد، نظام طبریایی (سده دهم) توسط گویشوران گویش جلیله فلسطینی میانه یهودی شکل گرفت؛ بنابراین، تولید آوای عبری کلاسیک، به نمایندگی از عبری این زمان، بیانگر تلفظ معاصر این گویش آرامی است.
یهودیه میانه که از اخلاف یهودیه باستان محسوب می‌شود، دیگر گویش غالب و رایجی نیست و تنها در یهودیه جنوبی (گویش انگدی متنوع در سراسر این دوره تداوم داشت) مورد استفاده قرار گرفت. همچنین، اردنی میانه شرقی نیز به عنوان یکی از گویشهای جزئی اردنی باستان شرقی به حیات خود ادامه می‌دهد. کتیبه‌هایی که در کنیسه‌های دورا اروپوس یافت می‌شوند با به زبان اردنی میانه شرقی یا اردنی میانه نوشته شده‌اند.

### آرامی سامری
بر اساس روایات و مستندات متعلق به سده چهارم گویش آرامی اولین گویش از مجموعه سامری است. تلفظ کلاسیک این گویش مبتنی بر صورتی است که در سده دهم استفاده می‌شده‌است.

#### آرامی مسیحی فلسطینی
بر اسس شواهد و مدارک ثابت شده‌است که زبان مسیحیان آرامی غربی در سده ششم رواج داشته‌است، اما به وجود آمدن این زبان حتی به دو سده قبل از زمان مزبور بازمی‌گردد. این زبان خود از فلسطینی باستان مسیحی نشات گرفته‌است. اما علائم نوشتاری آن بر اساس سریانی میانه اولیه بوده‌است که زبان یونانی نیز تأثیر زیادی در آن داشته‌است. واژه عیسی مسیح با آنکه در آرامی به صورت Yešû` در زبان آرامی نوشته می‌شود، اما شکل نوشتاری آن در مسیحی فلسطینی Yesûsمی‌باشد.

## آرامی نو
امروزه افزون بر ۴۰۰ هزار نفر به زبان آرامی تکلم می‌کنند. در میان گویشوران این زبان، افراد یهودی، مسیحی، مسلمان و مندایی دیده می‌شوند که در مناطق دورافتاده زندگی می‌کنند و سنتهای خود را از طریق چاپ نشریات و امروزه از طریق رسانه‌های الکترونیکی حفظ می‌کنند. درک و فهم زبان‌های آرامی معاصر (یا «نئو-آرامی») از یکدیگر در مقایسه با گذشته به مراتب سخت‌تر و کم رنگ تر شده‌است. دویست سال گذشته برای گویشوران زبان آرامی دوره خوبی نبوده‌است. بی‌ثباتی و تزلزلی که بر خاورمیانه سایه افکند، موجب آوارگی و سرگردانی گویشوران آرامی شده‌است. سال ۱۹۱۵ از اهمیت خاصی برای مسیحیانی که به زبان آرامی تکلم می‌کنند، برخوردار بوده‌است: جریانی موسوم به نسل‌کشی آشوری‌ها (سایفو/سایپا؛ «شمشیر» به زبان سریانی) رخ داد؛ طی آن تمامی گروه‌های مسیحی (آشوری‌ها، ارمنی‌ها و دیگران که در شرق ترکیه زندگی می‌کردند تحت پیگرد و تعقیب قانونی ای قرار گرفتند که پایان و اضمحلال امپراتوری عثمانی را رقم زد. برای یهودیانی که به زبان آرامی تکلم می‌کنند سال ۱۹۵۰ نقطه عطفی محسوب می‌شود: رژیم جعلیاسرائیل اغلب یهودیانی را که به زبان آرامی تکلم می‌کردند به آنجا کشاند و این یهودیان به این نقطه مهاجرت کردند. مع‌هذا، نقل مکان به اسرائیل باعث شده‌است عبری معاصر جای نئو-آرامی یهودی را در میان فرزندان مهاجران بگیرد. چنین به نظر می‌رسد که بسیاری از گویش‌های یهودی منسوخ خواهند شد و این منسوخ شدن بسیار قریب‌الوقوع است.

### آرامی معاصر شرقی
آرامی معاصر شرقی در زبان‌ها و گویش‌های مختلف دیده می‌شود. تفاوت چشگیری بین زبان آرامی مورد استفاده یهودیان، مسیحیان و مسلمانان دیده می‌شود.
زبان‌های مسیحی اغلب سریانی معاصر (یا نو-سریانی، به‌ویژه در هنگام اشاره به ادبیات آنها)، خوانده می‌شوند؛ چرا که حدود بسیار زیادی تحت تأثیر ادبیات و زبان مذهبی سریانی میانه قرار داشتند. با وجود این، ریشه‌های این زبان به گویش‌های آرامی محلی بسیار زیادی که در گذشته شکل نوشتاری نداشته‌اند، نیز مربوط می‌شوند و نمی‌توان گفت که آن‌ها تنها اسلاف مستقیم زبان افراییم سریانی بوده‌اند.
سُریانی غربی معاصر (که در حد وسط نئو-آرامی غربی و نئو-سریانی شرقی قرار گرفته‌است و آرامی نئو مرکزی نیز نامیده می‌شود) اغلب توسط زبان تورویو که زبان طور عبدین است، ارائه می‌شود. یکی از زبان‌های مربوط به آن به نام زبان ملحسو نیز به‌تازگی منسوخ شده‌است.
زبان‌های مسیحیان شرقی (سریانی معاصر شرقی یا نئو-آرامی شرقی) نیز با نام بومی «سورس» یا «سورت» خوانده می‌شوند. در برخی موارد آن‌ها «آشوری» یا «کلدانی» نیز خوانده می‌شوند؛ البته این نام‌ها و اسامی مورد قبول همه گویشوران واقع نشده‌است. همه گویش‌های مختلف این زبان نیز برای گویشوران آن‌ها قابل فهم و درک نمی‌باشد. جوامع سریاک شرقی اغلب یا کلیسای کاتولیک کلدانی یا کلیسای آشوری شرق هستند.
زبانهای یهودی آرامی معاصر امروزه اغلب در اسرائیل تکلم می‌شوند و بیشترین آن‌ها در آستانه منسوخ شدن قرار گرفته‌اند (گویشوران مسن و قدیمی این زبان را به نسل جدید انتقال نمی‌دهند). گویش‌های یهودی که خاستگاه آن‌ها جوامعی است که روزگاری بین دریاچه ارومیه و موصل می‌زیستند نیز بطورکل برای یکدیگر مفهوم و قابل درک نیستند. در برخی از نقاط، از قبیل ارومیه مسیحیان و یهودیان در یک محله واحد گویش‌های مختلفی از آرامی مدرن شرقی را به کار می‌برند که برای یکدیگر قابل فهم و درک نمی‌باشد.
بازمانده‌ای از این زبان به نام لشان ددان در دوران معاصر نیز در شمال غربی ایران صحبت می‌شد که امروزه منقرض شده‌است.
همچنین در نقاطی دیگر؛ از قبیل موصل گویش‌های مورد استفاده در دو جامعه هم-کیش فقط تا حدی شباهت دارند که امکان برقراری مکالمه بین گویشوران آن‌ها وجود دارد.
تعداد کمی از منداییان که در استان خوزستان ایران زندگی می‌کنند، به مندایی مدرن تکلم می‌کنند که با سایر گویش‌های آرامی بطورکامل متفاوت و متمایز است.

### آرامی غربی معاصر
با اندکی تسامح می‌توان گفت از آرامی غربی اثری به جای نمانده‌است. این زبان در روستای مسیحی‌نشین معلولا در سوریه و روستاهای مسلمان‌نشین بخا جب الدین سوریه به سمت آنتی لبنان و نیز توسط برخی افراد که از این مناطق به سوریه و دیگر شهرهای بزرگ سوریه کوچ کرده‌اند، تکلم می‌شود. تمام این گویشوران آرامی معاصر غربی زبان عربی را که دیگر زبان اول این مناطق شده‌است، سلیس و روان صحبت می‌کنند.

## صداها
هر یک از گویش‌های آرامی تلفظ خاص خود را دارند و در حوصله این بحث نمی‌گنجد که بخواهیم در آن به شرح جزئیات تمامی این ویژگی‌های خاص بپردازیم. آرامی کامی‌های واج شناختی ای دارند که دارای ۲۵ تا ۴۰ واج خاص است. به‌طور کلی، گویش‌های قدیم نسبت به گویش‌های جدید از لحاظ نظام واجی غنی تر هستند. به‌خصوص، در تلفظ برخی از آرامی‌های یهودی معاصر مجموعه صامتهای ' تأکیدی' را ندارند. گویش‌های دیگر نیز این صامتها را از علائم و علامت‌های زبان‌های همجوار، به‌ویژه عربی، آذربایجانی، کردی، فارسی و ترکی به عاریت گرفته‌اند.

### مصوتها
زبان آرامی نیز مانند بسیاری از زبان‌های یهودی دیگر، سه دسته مصوت دارد:
- مصوتهای باز a
- مصوت‌های بسته پیشین i
- مصوت‌های بسته پسین "u"

این گروه‌های مصوت به‌طور تقریبی پایدار هستند، اما تولید دقیق هر یک از آن‌ها بیشتر وابسته به وضعیت همخوانی هر یک از آنهاست.
مصوت باز، مصوت اصلی باز یک مصوت باز نیمه پیشین گسترده‌است ("a" کوتاه، مانند اولین مصوت در کلمه انگلیسی 'batter'، الفبای آوایی بین‌المللی:
[a]). این اغلب یک همتای پسینی دارد ("a" بلند، مثل"a" در کلمه 'father' الفبای آوایی بین‌المللی|IPA: IPA|IPA: آی پی ای|[ɔ]. ، و یک همتای پیشینی ("e" کوتاه، مثل مصوتی که در کلمه 'head' وجود دارد، IPA: IPA|[ɔ]) در گویش‌های مختلف بین این مصوتها همخوانی زیادی وجود دارد. شواهد و قرائنی به دست آمده‌است در خصوص اینکه در گویش‌های بابلی میانه بین "a" کوتاه و "e" کوتاه فرقی قائل نمی‌شده‌اند. در گویش‌های سریانی غربی و یحتمل در جلیله میانه، "a" بلند تبدیل به صدای "o" می‌شده‌است. "e" باز و "a" پسین اغلب در نوشتار با استفاده از حروف 'alaph' (یک چاکنایی- انسدادی یا 'he' مانند "h" در انگلیسی) نشان داده می‌شدند.
مصوت اصلی بسته پیشین "i" کشیده می‌باشد (مثل صوتی که در کلمه 'need' وجود دارد، IPA: [i]). این مصوت یک همتایی دارد که اندکی از آن بازتر است؛ "e" کشیده، مانند مصوتی که در پایان کلمه café وجود دارد IPA: IPA|[e]). هر دوی این مصوتها همتاهای کوچکتری دارند که هنگام تلفظ آن‌ها دهان بیشتر باز می‌شود؛ بنابراین، مصوت کوتاه بسته "e" در برخی گویش‌ها با "e" باز همخوانی دارد. در مصوت‌های پیشین بسته اغلب صامت "y" به عنوان ماتر لکسیونیس به کار می‌رود.
مصوت اصلی بسته پسین "u" کشیده‌است (مانند مصوت موجود در کلمه 'school'، IPA:IPA|[u]). این مصوت یک همتای بازتری دارد که همان "o"' کشیده' است، مانند مصوتی که در کلمه "low" وجود دارد (IPA: IPA|[o]). هر یک از این مصوتها نیز همتاهایی دارند که کوتاهتر و در نتیجه بازتر از آن‌ها هستند، "o" بسته کوتاه گاهی اوقات با "a" کشیده باز همخوانی دارد. در مصوت‌های بسته پسینی "w" برای نشان دادن کیفیت آن‌ها به کار می‌رود.
دو مصوت مرکب اساسی وجود دارد: یک مصوت باز که پس از آن "y" ("ay") می‌آید، و یک مصوت که پس از آن "w" ("aw") می‌آید. این‌ها در اصل مصوتهای مرکب کامل بودند، اما در بسیاری از گویش‌ها به ترتیب تبدیل به "e" و "o" شدند.
صامتهای به اصطلاح ' تأکیدی' (به بخش بعد مراجعه شود) باعث می‌شوند همه مصوتها میان- متمرکز شوند.

### صامت‌ها
الفبای گوناگونی که برای نوشتن زبان‌های آرامی مورد استفاده قرار می‌گیرند ۲۲ حرف دارند (که همگی آن‌ها صامت هستند). برخی از این حروف برای نشان دادن ۲ یا ۳ صدا به کار می‌روند (اغلب یک انسدادی و یک سایشی با محل تولید یکسان). به‌طور سنتی، در زبان آرامی مجموعه‌ای از انسدادی‌ها و سایشی‌هایی که اندکی در تقابل با یکدیگر قرار دارند مورد استفاده قرار می‌گیرند:
- مجموعه لبی: p/f and b/v
- مجموعه دندانی: t/θ and d/ð,
- مجموعه نرمکامی: k/x and g/ɣ.

هر یک از اعضای یک جفت مشخص با حرف مشابه الفبایی در بیشترین نظام‌های نوشتاری به کار می‌روند (یعنی اینکه، "p" و "f" با یک حرف یکسان و مشابه نوشته می‌شوند و به‌طور تقریبی واجگونه محسوب می‌شوند.
یکی از مشخصه‌های متمایز واج‌شناسی آرامی (و همین‌طور واج‌شناسی زبان‌های سامی در کل) وجود صامت‌های 'تأکیدی' است. صامت‌های تأکیدی صامتهایی هستند که با عدول از ریشه زبانی تلفظ می‌شوند که درجات حلقی شدگی و نرم کامگی در آن متفاوت است. صامت‌های تأکیدی به ترتیب حروف الفبا از قرار ذیل است: :Ḥêṯ، * سایشی حلقی بی واک، IPA:/ ħ/
(مثل صدایی که هنگام نفس کشیدن در لیوان تولید می‌شود)،: Ṭêṯ، * "t" حلقی شده، IPA: /tˁ/,
- ʽAyn: بندشی- چاکنایی حلقی شده (که گاهی اوقات واکدار حلقی واک دار در نظر گرفته می‌شود)، IPA: /ʕ/ - /ʔˁ/,
- Ṣāḏê: "s" *حلقی شده، IPA: /sˁ/,
- Qôp̄، "k" ملازی، یک بندشی ملازی بی واک، IPA: /q/.

به‌احتمال زیاد در آرامی باستان مجموعه بیشتری از صامت‌های تأکیدی وجود داشته‌است. این‌طور نیست که تمامی گویش‌های آرامی برای این صامتها ارزش تاریخی قائل باشند.
صامت‌های پسکامی با مجموعه صامت‌های تأکیدی هم پوشانی دارند. آن‌ها شامل: Ḥêṯ and ʽAyn از مجموعه تأکیدی می‌باشند و می‌توانʼĀlap̄ (یک انسداد چاکنایی) و Hê(مثل 'h' انگلیسی) به آن افزود.
آرامی علی‌القاعده مجموعه‌ای از ۴ صفیری به شرح زیر تشکیل شده‌است، (آرامی باستان به‌احتمال زیاد ۶ صامت صفیری داشته‌است):
/s/ * (مانند ('sea') در انگلیسی)
/z/ *(مانند ('zero') در انگلیسی)
/ʃ/ *(مانند ('ship') در انگلیسی)
- /sˁ/ Ṣāḏê تأکیدی که در بالا فهرست شده‌است).

علاوه بر این مجموعه‌ها، زبان آرامی صامت‌های خیشومی "m" و "n" را نیز دارد و نیمه صامت‌ها "r" (که اغلب یک لرزشی لثوی است)، "l","y" و "w" در آن دیده می‌شود.

### تغییرات صدایی در طول تاریخ
۶ مشخصه اصلی از تغییرات زبانی را می‌توان به عنوان نقاط افتراق گویش‌ها در نظر گرفت:
1. تغییرات مصوت- این تغییر به‌طور تقریبی به تناوب رخ می‌دهد و مدارک و شواهد اثبات آن فراوان است، اما با این حال این تغییر یکی از مشخصه‌های اصلی گویش‌های مختلف است.
2. تقلیل جفت انسدادی/سایشی-، زبان آرامی در اصل مانند عبری تیبری هر یک از سایشی‌ها را به عنوان واج گونه‌های شرطی شده برای انسدادی‌ها به کار می‌برد. به دنبال تغییراتی که در مصوت‌ها رخ داد، اختلاف بین انسدادی‌ها و سایشی‌ها به سطح واجی رسید و بعدها در گویش‌های خاصی این اختلاف گم و ناپیدا بود. من‌باب مثال، در تورویو حرف /p/ از میان رفته و به جای آن از حرف /f/ استفاده می‌شود؛ در گویش‌های دیگر (من‌باب مثال، در نئو-آرامی آشوری استاندارد) حروف /θ/ و /ð/از میان رفته‌است و به جای آن‌ها از حروف /t/ و /d/ استفاده می‌شود. در اغلب گویش‌های سریانی معاصر، حروف /f/ و /v/ به دنبال مصوت به /w/ تبدیل می‌شوند.
3. از دست دادن تأکیدی ها- در برخی گویش‌ها به جای صامت‌های تأکیدی، همتاهای غیرتأکیدی آن‌ها نشسته‌است، در حالی که گویشهایی که در قفقاز تکلم می‌شوند اغلب به جای تاکیدات حلقی شدگی صمات چاکنایی| چاکنایی]] دارند.
4. همگون شدگی پسکامی- بارزترین مشخصه تلفظ زبان سامری همین مورد می‌باشد که همچنین در عبری سامری یافت می‌شود: تمامی پسکامی‌ها به انسدادی چاکنایی ساده تبدیل شده‌اند. در برخی گویش‌های معاصر آرامی "h" در هیچ واژه‌ای تلفظ نمی‌شود (ضمیر سوم شخص مذکر؛ یعنی 'hu' به 'ow' تغییر می‌یابد).
5. نیا-سامی- */θ/ */ð/ در زبان آرامی به شکل */t/, */d/، است، در حالی که در زبان عبری آن‌ها صفیری می‌شوند (عدد سه در عبری 'šālôš' می‌باشد، اما در آرامی به شکل'tlāṯ' است). تغییرات دندانی/صفیری هنوز هم در گویش‌های معاصر اتفاق می‌افتد.
6. صورت آوایی جدید- گویش‌های جدید صداهایی را از زبان‌های غالب همجوار و نزدیک خود به عاریت گرفته‌اند. نمونه بارز این وام‌گیری صدایی /ʒ/ (مانند صدای اولین صامت در واژه 'azure'), /ʤ/ مانند صدای اولین صامت در واژه ('jam') و /ʧ/ (مانند صدای اولین صامت در واژه ('church') است. الفبای سریانی برای نوشتن این صداهای جدید انتخاب شده است.

## دستور زبان
ساختواژه (نحوه در کنار هم قرار گرفتن واژه گان) زبان آرامی، همانند ساختواژه دیگر زبان‌های سامی برریشه سه تایی بنا شده‌است. ریشه از سه صامت تشکیل شده و از معنای پایه‌ای خاص برخوردار است. من‌باب مثال، «کتب» به معنای ' نوشتن' است. این ریشه سه تایی سپس با مصوت‌ها و دیگر صامت‌ها ترکیب می‌شوند تا تفاوت ظریفی در معنای ریشه‌ای واژگان به دست دهند:
- Kṯāḇâدست خط، کتیبه، خط، کتاب.
- Kṯāḇê کتاب مقدس
- Kāṯûḇâ منشی، دبیر
- Kṯāḇeṯ نوشتم
- Eḵtûḇ خواهم نوشت.

زبان آرامی دو جنس دستوری: مؤنث و مذکر دارد. اسامی یا جمع هستند یا مفرد، اما یک عدد ' دوتایی' مازاد برای نشان دادن اسمهایی که به صورت جفتی ظاهر می‌شوند، وجود دارد. عدد دوتایی در گذر زمان به تدریج از زبان آرامی حذف شد و تأثیری به‌غایت ناچیز بر آرامی میانه معاصر داشت.
اسامی و صفات زبان آرامی دارای یکی از این سه حالت هستند: این سه حالت (state) تا حدودی نقش حالت دستوری (case) را در دیگر زبان‌ها ایفا می‌کنند:
1. حالت ' مطلق' شکل ریشه‌ای یک اسم (مانند «تک کدی: کتابا» ' دست خط') است.
2. حالت ' طرحی' شکل مرخم اسم است که برای ساختن عبارت‌های ملکی به کار می‌رود:

(من‌باب مثال، kṯāḇaṯ malkṯâ، ' دست خط ملکه'.
۳) حالت ' تأکیدی' یا ' مشخص' شکل ممتد اسم است که به‌طور تقریبی کارکردی همانند حرف معرفه دارد (که در زبان آرامی وجود ندارد. به عنوان، مثالkṯāḇtâ ' دست نوشته'). سرانجام حالت طرحی جای خود را به دیگر عبارت‌های ملکی داد و حالت تأکیدی در اغلب گویش‌ها به عنوان هنجار زبانی انتخاب شد. اغلب گویش‌های آرامی معاصر تنها از حالت تأکیدی استفاده می‌کنند.
اشکال گوناگون عبارت‌های ملکی (برای ' دست خط ملکه' از قرار زیر است:
1. Kṯāḇaṯ malkṯâ – قدیم‌ترین ساختار: مملوک در حالت طرحی قرار دارد.
2. Kṯāḇtâ d(î)-malkṯâ- هر دو واژه در حالت تأکیدی قرار دارند و وند موصولیd(î)- برای نشان دادن رابطه میان آن‌ها آمده‌است.
3. Kṯāḇtāh d(î)-malkṯâ- هر دو واژه در حالت تأکیدی قرار دارند و ووند موصولی نیز به کار رفته‌است، اما به مملوک یک نوع پی بند ضمیر گونه پیشاپیشی داده شده‌است (ادبی، ' نوشته‌اش، که از آن ملکه است').

در آرامی معاصر، آخرین شکل مصطلح‌ترین شکل کاربردی است. در آرامی انجیلی، شکل آخر به‌طورعملی کاربردی ندارد.
فعل در زبان آرامی شش' صرف' یا ستاک دارد: تغییراتی که در ریشه فعل صورت می‌گیرد و می‌تواند از آن صیغه مجهول (eṯkṯeḇ، ' نوشته شد')، کلمه تأکیدی
(katteḇ، ' او دستور به (نوشتن) داد')، گستره (unicode|aḵteḇ، ' او تألیف کرد') یا ترکیبی از این موارد را به دست بدهد. علاوه بر این، زبان آرامی دو زمانها دارد: زمان کامل و زمان ناقص. در زبان آرامی امپراتوری از وجه وصفی برای اشاره به آینده تاریخی استفاده می‌شده‌است. یحتمل، زبان آرامی میانه بر اثر تأثیراتی که از سایر زبان‌ها پذیرفت، نوعی نظام زمانی مرکب (ترکیبی از اشکال فعل با ضمایر یا یک فعل کمکی به وجود آورد که امکان قصه سرایی و روایت داستان را که آمیخته به سرزندگی و روح حیات بیشتر بود، فراهم آورد.
ترتیب نحوی زبان آرامی (نحوه‌ای که کلمات در کنار یکدیگر قرار می‌گیرند)، اغلب به صورت فعل-فاعل-مفعول (VSO) است. با این حال الگوی زبان آرامی پادشاهی (پارسی) فاعل-مفعول-فعل (مانند آکادی) بود که این حالت از تأثیرات نحو زبان پارسی بود.

### پیش‌زمینه
- زبانهای آفریقایی-آسیایی
- زبانهای سامی
- آرام

### سیستم‌های نوشتاری
- الفبای آرامی
- الفبای عبری
- الفبای مندایی
- الفبای فینیقی
- الفبای سریانی

### اشکال تاریخی
- کتاب عزرا
- کتاب دانیال
- کتاب ترگم
- تفسیر تورات
- تلمود
- پشیتا
- افرم سریانی

### زبان‌های آرامی جدید
- آرامی نو